# Claudius Tryphoninus
Claudius Tryphoninus (verkürzt: Tryphonin) war ein spätklassischer römischer Jurist zu Beginn des 3. Jahrhunderts. Neben Ulpian ist er der einzige Verfasser einer Schrift des Werkstyps der Disputationen, in seinem Fall namentlich der Disputationes libri XXI. Als Problemliteratur stehen die Disputationen dem Werkcharakter der Quaestionen nahe. Sie thematisieren Erörterungen zu Streitfällen, die dem Rechtsunterricht entnommen sind.
Da die fragmentarisch aufnehmenden Digesten nach weit verbreiteter Auffassung tiefe Spuren nachklassischer Überarbeitung aufweisen sollen, wird vereinzelt davon ausgegangen, dass Tryphonin auch nicht der Urheber des Werkes sein könnte. Auf der anderen Seite werden die späteren Interpolationen der Textmasse als marginal erachtet. Uneingedenk dieser Problematik wird darauf verwiesen, dass ursprünglich sechzig Bücher geplant waren, wovon letztlich einundzwanzig realisiert und veröffentlicht wurden.
Die Gliederung der Schrift wird von formalen Kriterien bestimmt. Inhaltlich können Problemabhandlungen nebst rechtlicher Erörterung, Kommentarliteratur und zu deren Einklang Begriffsbestimmungen festgemacht werden. Gewürdigt wird die Bücherreihe als Lehrschrift, die dem akademischen und pädagogischen Ausbildungsbetrieb diente, nicht jedenfalls dem praktischen Rechtsalltag.